# Bishop Briggs
Sarah Grace McLaughlin, mer känd som Bishop Briggs, född 18 juli 1992 i London och uppvuxen i Los Angeles, Kalifornien, är en brittisk-amerikansk sångerska och låtskrivare. Hennes låt River har blivit listad som nummer 3 på Billboardlistan för alternativ rock. Den låten finns även med på hennes debutalbum Church of Stars som släpptes den 20 april 2018.